# Бистринський район
Бистринський район (рос. Быстринский район) — адміністративна одиниця Камчатського краю Російської Федерації.
Адміністративний центр — село Ессо.

## Адміністративний поділ
До складу району входять 2 сільських поселення:
1. Ессовське сільське поселення;
2. Анавгайське сільське поселення;

Населені пункти району:
1. село Ессо;
2. село Анавгай;
3. селище Горний Ключ[1].